# Alpi Vittoriane
Le Alpi Vittoriane (in inglese: Victorian Alps) sono una catena montuosa presente nello stato di Victoria, in Australia, e facenti parte del ben più esteso gruppo delle Alpi Australiane e della Grande Catena Divisoria. Si tratta di una regione amministrativa, con un'estensione di circa 520'000 ettari, confinante con le regioni di Hume e Gippsland.